# Gutai

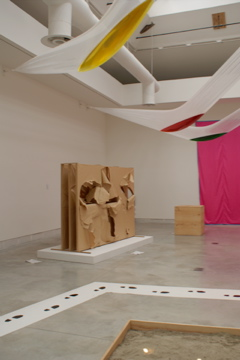
Instalación del grupo Gutai, en la Bienal de Venecia de 2009.

Gutai fue un grupo de artistas japoneses que realizaban arte de acción o happening. Nació en 1955 en el entorno de la región de Kansai (Kyōto, Ōsaka, Kōbe). Sus principales miembros fueron Jirō Yoshihara, Sadamasa Motonaga, Shozo Shimamoto, Saburō Murakami, Katsuō Shiraga, Seichi Sato, Akira Ganayama y Atsuko Tanaka.
El grupo Gutai nace de la terrible experiencia de la Segunda Guerra Mundial. Rechazan el consumismo capitalista, realizando acciones irónicas, con un sentimiento de crispación, con una agresividad latente (ruptura de objetos, acciones con humo). Influenciarán a grupos como Fluxus y artistas como Joseph Beuys y Wolf Vostell.
El iniciador del grupo fue Jirō Yoshihara, que en 1955 realiza una acción sobre una cuba de gasolina de la guerra, sobre la que aparece en un barco hinchable; aunque hay un planteamiento global, el artista no da explicaciones, dando libertad a la interpretación del espectador. En la acción Cosa extraña moviéndose por el escenario se envuelve en papeles, en un escenario pintado, con una escalera, por donde se va moviendo; se percibe la influencia surrealista de Magritte.
Sadamasa Motonaga hizo Humo, en que instala unas máquinas de las que sale humo, accionando unas palancas, alusión a la bomba atómica. También realiza acciones con tubos de plástico, agua y luces, produciendo numerosos efectos visuales.
Shozo Shimamoto es autor de Anden por encima de esto, con una plataforma con fragmentos oscilantes por la que se pasa manteniendo el equilibrio. En Acción de pintar imita el gestualismo de Pollock, con recipientes de cristal con pintura que estrella en el suelo. 
Saburō Murakami hace Acción de atravesar los biombos, estructuras cuadrangulares de papel de embalaje que penden del techo, sobre las que se lanza.
Katsuō Shiraga hace La pintura con los pies, danza sobre un soporte de papel, con los pies pintados, influencia de las antropometrías de Yves Klein. En Volver al barro se sumerge desnudo en el barro, hasta confundirse con él, como alusión a la muerte, al retorno a la materia primigenia. 
Las obras basadas en la performance del grupo Gutai ampliaron el informalismo y la action painting hasta transformarlos en actos rituales de agitación.

## Ideas artísticas
Al elegir el término japonés gutai, que significa concreto, en contraposición tanto a abstracto (chūshō) como a figurativo (gushō),: 25  el grupo se distinguió del arte figurativo contemporáneo, como el surrealismo y el realismo social, así como de la abstracción geométrica formalista. El kanji utilizado para escribir "gu" significa herramienta, medidas o una forma de hacer algo, mientras que "tai" significa cuerpo. Los enfoques artísticos individuales de muchos miembros se caracterizaban por métodos poco convencionales y experimentales de aplicación de la pintura, que pronto extendieron a objetos tridimensionales, a la performance y a las obras de instalación. Yoshihara instaba constantemente a sus compañeros más jóvenes a "¡Crear lo que nunca se ha hecho antes!", y al proponer formatos de exposición poco convencionales, estimulaba la creación de obras radicalmente innovadoras que trascendían las definiciones convencionales de los géneros artísticos. Esta dinámica relación artística entre Yoshihara y sus compañeros más jóvenes engendró a lo largo de los años la "cultura de la experimentación" de Gutai.

### Manifiesto del Arte Gutai (1956)
En el "Manifiesto del Arte Gutai", publicado en el número de diciembre de la revista de arte Geijutsu shinchō en 1956, Yoshihara afirmaba que el Arte Gutai aspiraba a "ir más allá de la abstracción" y a "perseguir... las posibilidades de la creatividad pura", rechazando las convenciones y los límites de los géneros. También, que el Arte Gutai imaginaba una relación dinámica entre el espíritu humano y la materia, que permitía a la materia hablar por sí misma y celebrar el proceso de daño o decadencia como una forma de revelar su vida interior: 

"El arte Gutai da vida a la materia. El arte Gutai no distorsiona la materia. En el Arte Gutai, el espíritu humano y la materia se dan la mano manteniendo la distancia. [...] Ahora, curiosamente, encontramos una belleza contemporánea en el arte y la arquitectura del pasado asolados por el paso del tiempo o los desastres naturales. Aunque su belleza se considere decadente, puede que la belleza innata de la materia esté resurgiendo de detrás de la máscara del embellecimiento artificial. Las ruinas nos acogen inesperadamente con calidez y amabilidad; nos hablan a través de sus hermosas grietas y escombros, que podrían ser una venganza de la materia que ha recuperado su vida innata. ... Creemos que fusionando las cualidades humanas y las propiedades materiales, podemos comprender concretamente el espacio abstracto".
Destacando la importancia de la creatividad artística para la autonomía y la libertad del individuo, Yoshihara afirmaba en el primer número de Gutai "Lo que más nos importa es conseguir que el arte contemporáneo proporcione un sitio que permita liberar a las personas que viven el severo presente. Creemos firmemente que las creaciones realizadas en ese sitio libre pueden contribuir al progreso de la humanidad. [...] Esperamos presentar una prueba concreta de que nuestros espíritus son libres. No dejamos de perseguir nuevas emociones en todo tipo de artes plásticas. Esperamos encontrar amigos en todas las artes plásticas". Muchos de los artistas de Gutai, como Yoshihara, Shimamoto, Yamazaki, Yōzō Ukita, Murakami y Tanaka, participaron en la educación artística, sobre todo para niños pequeños. Impartieron clases de arte, asistieron a exposiciones de arte infantil como la Dōbiten (exposición de arte para niños pequeños) organizada por la Asociación de Arte de la Ciudad de Ashiya, y colaboraron con la revista de poesía libre para niños Kirin, donde abogaron por el fomento de la libre expresión creativa de los niños.